# Madeline Dirado
Madeline (Maya) Dirado (San Francisco, 5 april 1993) is een Amerikaanse oud-zwemster. Ze vertegenwoordigde haar vaderland op de Olympische Zomerspelen 2016 in Rio de Janeiro.

## Carrière
Bij haar internationale debuut, op de wereldkampioenschappen kortebaanzwemmen 2012 in Istanboel, eindigde Dirado als vijfde op zowel de 200 als de 400 meter wisselslag. Op de 100 meter wisselslag strandde ze in de halve finales.
Tijdens de wereldkampioenschappen zwemmen 2013 in Barcelona eindigde de Amerikaanse als vierde op de 400 meter wisselslag, daarnaast werd ze uitgeschakeld in de halve finales van de 200 meter vlinderslag. Op de 4x200 meter vrije slag zwom ze samen met Chelsea Chenault, Karlee Bispo en Jordan Mattern in de series, in de finale veroverde Bispo samen met Katie Ledecky, Shannon Vreeland en Missy Franklin de wereldtitel. Voor haar aandeel in de series ontving Dirado eveneens de gouden medaille.
Op de Pan-Pacifische kampioenschappen zwemmen 2014 in Gold Coast sleepte Dirado de gouden medaille op de 200 meter wisselslag en de zilveren medaille op de 400 meter wisselslag in de wacht. Op de 200 meter vlinderslag eindigde ze op de negende plaats.
In Kazan nam de Amerikaanse deel aan de wereldkampioenschappen zwemmen 2015. Op dit toernooi behaalde ze de zilveren medaille op de 400 meter wisselslag, daarnaast eindigde ze als vierde op de 200 meter wisselslag.
Tijdens de Olympische Zomerspelen van 2016 werd Dirado olympisch kampioene op de 200 meter rugslag. Daarnaast veroverde ze de zilveren medaille op de 400 meter wisselslag en de bronzen medaille op de 200 meter wisselslag. Op de 4x200 meter vrije slag legde ze samen met Allison Schmitt, Leah Smith en Katie Ledecky beslag op de gouden medaille.
Na de Spelen beëindigde Dirado haar zwemcarrière om te gaan werken als business analist voor McKinsey & Company, een baan die ze al voor de Spelen had aangenomen.

## Internationale toernooien
| Jaar | Olympische Spelen                                                    | WK langebaan                                                                                | WK kortebaan                                              | PanPacs                                                 |
| ---- | -------------------------------------------------------------------- | ------------------------------------------------------------------------------------------- | --------------------------------------------------------- | ------------------------------------------------------- |
| 2012 | geen deelname                                                        |                                                                                             | 15e 100m wisselslag 5e 200m wisselslag 5e 400m wisselslag |                                                         |
| 2013 |                                                                      | 12e 200m vlinderslag · 4e 400m wisselslag · 4x200m vrije slag · Dirado zwom enkel de series |                                                           |                                                         |
| 2014 |                                                                      |                                                                                             | geen deelname                                             | 9e 200m vlinderslag · 200m wisselslag · 400m wisselslag |
| 2015 |                                                                      | 4e 200m wisselslag · 400m wisselslag                                                        |                                                           |                                                         |
| 2016 | 200m rugslag · 200m wisselslag · 400m wisselslag · 4x200m vrije slag |                                                                                             | geen deelname                                             |                                                         |

## Persoonlijke records
Kortebaan
| Afstand         | Tijd    | Datum            | Plaats    |
| --------------- | ------- | ---------------- | --------- |
| 100m wisselslag | 1.01,07 | 13 december 2012 | Istanboel |
| 200m wisselslag | 2.07,77 | 15 december 2012 | Istanboel |
| 400m wisselslag | 4.28,55 | 12 december 2012 | Istanboel |

Langebaan
| Afstand          | Tijd    | Datum            | Plaats         |
| ---------------- | ------- | ---------------- | -------------- |
| 200m vrije slag  | 1.57,70 | 3 juni 2016      | Santa Clara    |
| 200m rugslag     | 2.05,99 | 12 augustus 2016 | Rio de Janeiro |
| 200m vlinderslag | 2.07,42 | 21 augustus 2014 | Gold Coast     |
| 200m wisselslag  | 2.08,79 | 9 augustus 2016  | Rio de Janeiro |
| 400m wisselslag  | 4.31,15 | 6 augustus 2016  | Rio de Janeiro |